# ケーリー＝ディクソンの構成法
数学におけるケーリー＝ディクソンの構成法（ケーリー・ディクソンのこうせいほう、英: Cayley–Dickson construction）は、アーサー・ケイリーとレオナード・E・ディクソンに因んで名づけられた、実数全体の成す体上の多元環の系列を与える方法で、各段階の多元環は直前のものの二倍の次元を持つ。この方法で与えられる各段階の多元環はケーリー＝ディクソン代数（ケーリー・ディクソンだいすう、英: Cayley–Dickson algebras）として知られる。これらは複素数を拡張するから、超複素数系となっている。
これらの代数はすべて対合（または共役）を持ち、ある元とその共役元との積（場合によってはその平方根）はノルムと呼ばれる。
最初の数段階では、次の代数へ進むごとに、特徴的な代数的性質を一つ一つ失っていく。
より一般的には、ケーリー＝ディクソンの構成法とは、任意の対合つき代数系をとって倍の次元の対合つき代数系にすることである。
| 代数     | 次元 | 順序 | 乗法 の性質 | 乗法 の性質 | 乗法 の性質 | 乗法 の性質 | 非自明な 零因子 |
| 代数     | 次元 | 順序 | 交換法則    | 結合法則    | 交代代数    | 冪結合性    | 非自明な 零因子 |
| -------- | ---- | ---- | ----------- | ----------- | ----------- | ----------- | --------------- |
| 実数     | 1    | Yes  | Yes         | Yes         | Yes         | Yes         | No              |
| 複素数   | 2    | No   | Yes         | Yes         | Yes         | Yes         | No              |
| 四元数   | 4    | No   | No          | Yes         | Yes         | Yes         | No              |
| 八元数   | 8    | No   | No          | No          | Yes         | Yes         | No              |
| 十六元数 | 16   | No   | No          | No          | No          | Yes         | Yes             |
|          | >16  | No   | No          | No          | No          | Yes         | Yes             |

## 順序対としての複素数
複素数は、実数 a, b の順序対 (a, b) として書くことができて、成分ごとの加法と
{\displaystyle (a,b)(c,d):=(ac-bd,ad+bc)}
で定義される乗法とを持つ。第二成分が零であるような複素数は実数に対応する（複素数 (a, 0) は、実数 a である）。
もう一つ、複素数上に定義される重要な演算に共役がある。(a, b) の共役 (a, b)∗ は
{\displaystyle (a,b)^{*}:=(a,-b)}
で与えられる。この共役は
{\displaystyle (a,b)^{*}(a,b)=(a^{2}+b^{2},0)}
が非負の実数であるという性質を持っている。以下の方法で、共役はノルムを定義し、複素数の全体は実数体上のノルム線型空間になる。複素数 z のノルムは、
{\displaystyle |z|:=(z^{*}z)^{1/2}}
で与えられる。さらに零でない複素数 z に対して、共役は乗法逆元
{\displaystyle z^{-1}:={z^{*} \over |z|^{2}}}
を与える。
2つの独立した実数からなるのだから、複素数の全体は実数体上の2次元ベクトル空間を成す。
次元が高くなったことの代償として、自分が自分自身と共役になるという実数が持っていた代数的性質を、複素数は失ったともいえる。

## 四元数
構成法の次の段階は、乗法と共役の一般化である。
複素数 a と b の順序対 (a, b) に対して、乗法を
{\displaystyle (a,b)(c,d):=(ac-d^{*}b,da+bc^{*})}
で定義する。積の定義式には少し違う形のものを用いる場合があるが、結果として得られる構成法は、基底の符号の違いを除いて今のものと一致する構造を導く。
積の因子の順番がここでは少し奇妙に映るかもしれないが、これは次の段階で重要な意味をもつ。(a, b) の共役 (a, b)∗ を
{\displaystyle (a,b)^{*}:=(a^{*},-b)}
で定義する。
これらの演算は対応する複素数での演算の直接の拡張になっている。実際、a と b を複素数の中の実数の部分集合からとれば、定義式における共役が外見上は何もしないことと同じである（恒等変換になる）から、複素数での演算と同じ意味になる。
各元はその共役元との積
{\displaystyle (a,b)^{*}(a,b)=(a^{*},-b)(a,b)=(a^{*}a+b^{*}b,ba^{*}-ba^{*})=(|a|^{2}+|b|^{2},0)}
が非負の実数になる。前と同様、共役は各順序対についてノルムと逆元を与える。上で述べたような意味において、このような順序対の全体は、どことなく実数のような代数を与える。これが、1843年にハミルトンの見つけた四元数である。
四元数は2つの独立した複素数からなるので、実数体上の4次元ベクトル空間をなす。
しかし、四元数の乗法は実数の乗法と完全に同じではなく、可換でない。つまり、四元数 p, q に対して、pq = qp は一般には真でない。

## 八元数
これ以降の全ての段階の構成法は形式が同じものになる。
今回は、四元数 p および q の順序対 (p, q) を作って、ちょうど四元数にしたのと同様に、乗法と共役を
{\displaystyle (p,q)(r,s):=(pr-s^{*}q,sp+qr^{*})}
で定義する。
しかし、注意しなければならないのは、四元数の全体では交換法則は成り立たないから、この乗法の定義式において積の因子の順番が重要な意味を持つということである。定義式の最後の因子が qr∗ ではなく r∗q であったならば、そのような定義式の下で、各元とその共役元との積が実数になることが導けない。
前と完全に同じ理由で、共役演算はノルムと、任意の零でない元について乗法逆元を与える。
この代数はグレーブスによって1843年には発見されていたものだが、八元数あるいは「ケーリー数」と呼ばれている。 
八元数は2つの独立した四元数からなるので、実数体上の8次元ベクトル空間をなす。
八元数の乗法は、四元数の乗法よりもさらに奇妙なものになっている。非可換であるだけではなくて、結合的でもない。つまり、p, q, r を八元数とするときに乗法の結合法則、
{\displaystyle (pq)r=p(qr)}
は一般には成り立たない。

## 以降の代数系について
八元数の直後の代数は十六元数と呼ばれる。これは冪結合性と呼ばれる代数的性質は残している（すなわち s が十六元数ならば sn sm = sn+m が成り立つ）が、交代代数であるための性質を満たさない、それゆえ合成代数となることはできない。
ケーリー＝ディクソンの構成法は限りなく実行でき、各段階では直前の段階の代数の倍の次元を持つ冪結合代数を与える。

## 一般ケーリー＝ディクソン構成
Albert (1942, p. 171) は少し一般化して、対合環 A（つまり (xy)* = y*x* を満たす演算 ∗ を持つ多元環）に対する（ベクトル空間としての直和）B = A ⊕ A の上に積と対合を
{\displaystyle (p,q)(r,s)=(pr-\gamma s^{*}q,sp+qr^{*})\,}
{\displaystyle (p,q)^{*}=(p^{*},-q)\ }
で定義する構成法を与えている。ここで γ は、乗法 ∗ および、任意の元による左または右からの積と可換な加法的写像である（γ は任意の実数から選んでよいが、得られる代数は −1, 0, 1 のいずれかを選んで得られるものと同値になる)。この構成において、A が対合環というのは、
- A は + に関してアーベル群であり、
- A は + 上に左および右分配的な積をもち、
- A は x∗∗ = x, (x + y)∗ = x∗+y∗, (x y)∗ =y∗ x∗ を満たす対合を持つ

という意味である。この一般化された意味でのケーリー＝ディクソン構成によって与えられる代数 B = A⊕A も、やはり対合環になる。
B に A からそのまま遺伝する性質としては、
- A が単位元 1A を持つならば B は単位元 (1A, 0) を持つ。
- A が「x + x∗ および x x∗ は任意の元と結合的かつ可換である」という性質を持つならば、B も同じ性質を満足する。この性質は「任意の元が可換結合的 ∗-代数 を生成する」ことを含意するから、特にこのような代数は冪結合的である。

などがある。そのほかにも A の性質から導びかれる B のより弱い性質として、
- A が可換で自明な対合を持つならば B は可換である。
- A が可換かつ結合的ならば B は結合的である。
- A が結合的で x + x∗, x x∗ が全ての元と結合的かつ可換であるならば、B は交代的である。

などが挙げられる。